# Augsburg-Bärenkeller
Der Bärenkeller ist ein Stadtteil Augsburgs. Er besteht aus dem 23. Stadtbezirk, der zugleich den Status des III. Planungsraumes der Stadt Augsburg besitzt. Der Bärenkeller hat etwa 8.000 Einwohner und umfasst etwa 3,14 km².

## Lage
Der Bärenkeller grenzt östlich an den Stadtteil Oberhausen, südlich an Kriegshaber, westlich an die Stadt Neusäß und nördlich an die Stadt Gersthofen.

## Geschichte

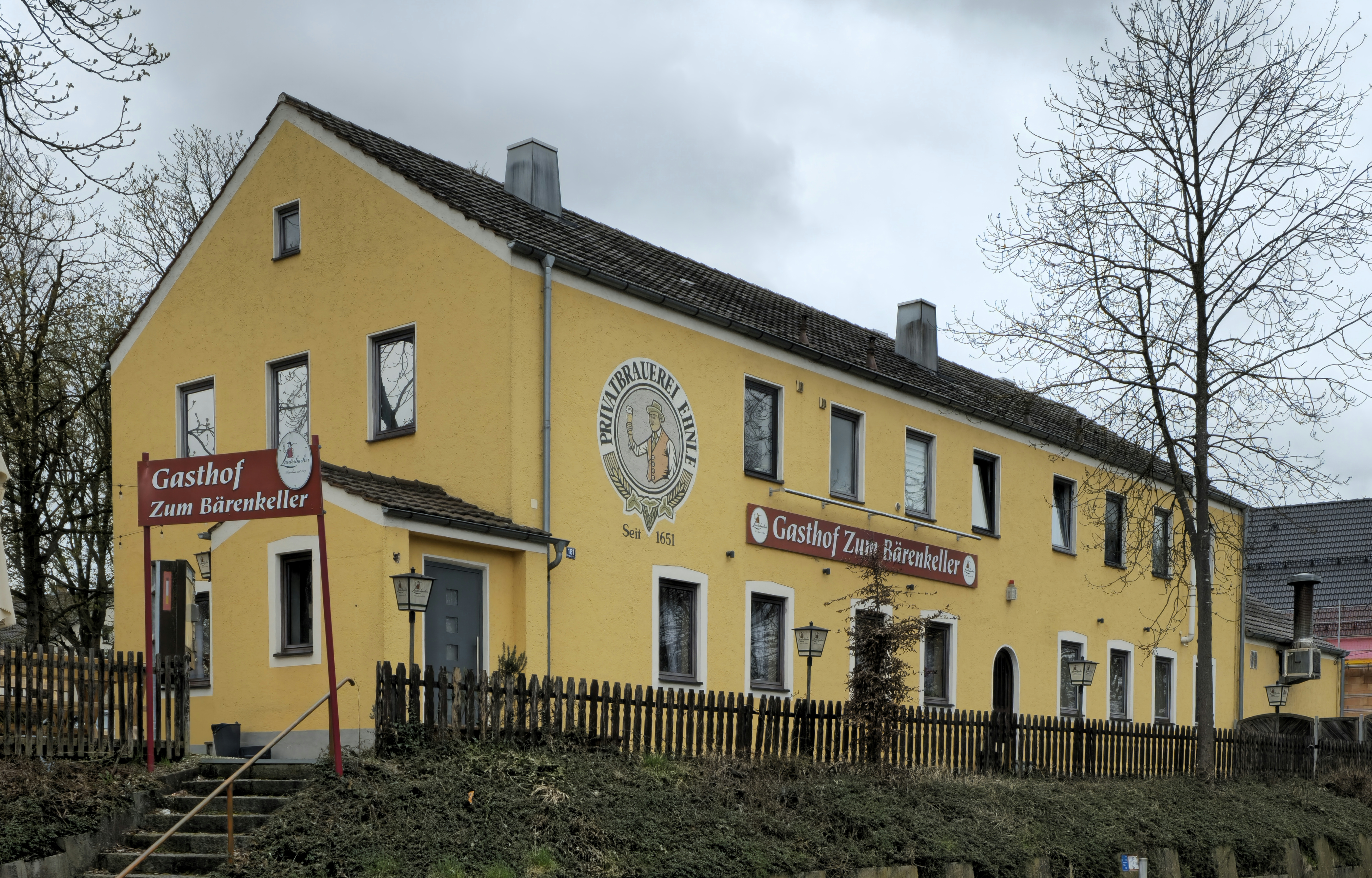
Der namensgebende Gasthof zum Bärenkeller

Der Name „Bärenkeller“: Augsburger kennen den Verkehrsknotenpunkt Bärenwirt im Stadtteil Oberhausen. Dort hatten Mönche vor gut 600 Jahren die Brauerei „Zum goldenen Bären“ betrieben. Weil an dieser Stelle keine Lagermöglicheit für das Bier bestand, gruben die Geistlichen etwas weiter stadtauswärts in der Hangkante einer Hochterrasse einen mehrgeschossigen Keller, um dort ihr Gebräu bis zum Umfüllen auf Fässer reifen zu lassen. Die Geschichte von den Tanzbären, die dort angeblich von reisenden Gauklern untergebracht waren, ist falsch.
Als Stadtteil wurde Bärenkeller 1932 gegründet, jedoch vor allem in der NS-Zeit seit 1933 planmäßig mit den damals ideologisch propagierten Siedlerhäusern und auch kleineren Wohnblöcken bebaut.
Im Zuge der Stadtteilgründung und Bebauung in den 1930er Jahren wurde auch eine katholische Kirche dort geplant. So existierte von 1936 bis 1939 eine Notkirche im Stadtteil und mit dem Bau der Pfarrkirche St. Konrad in den Jahren 1938 und 1939 bekam der Bärenkeller einen stadtteilprägenden Sakralbau des Architekten Michael Kurz.

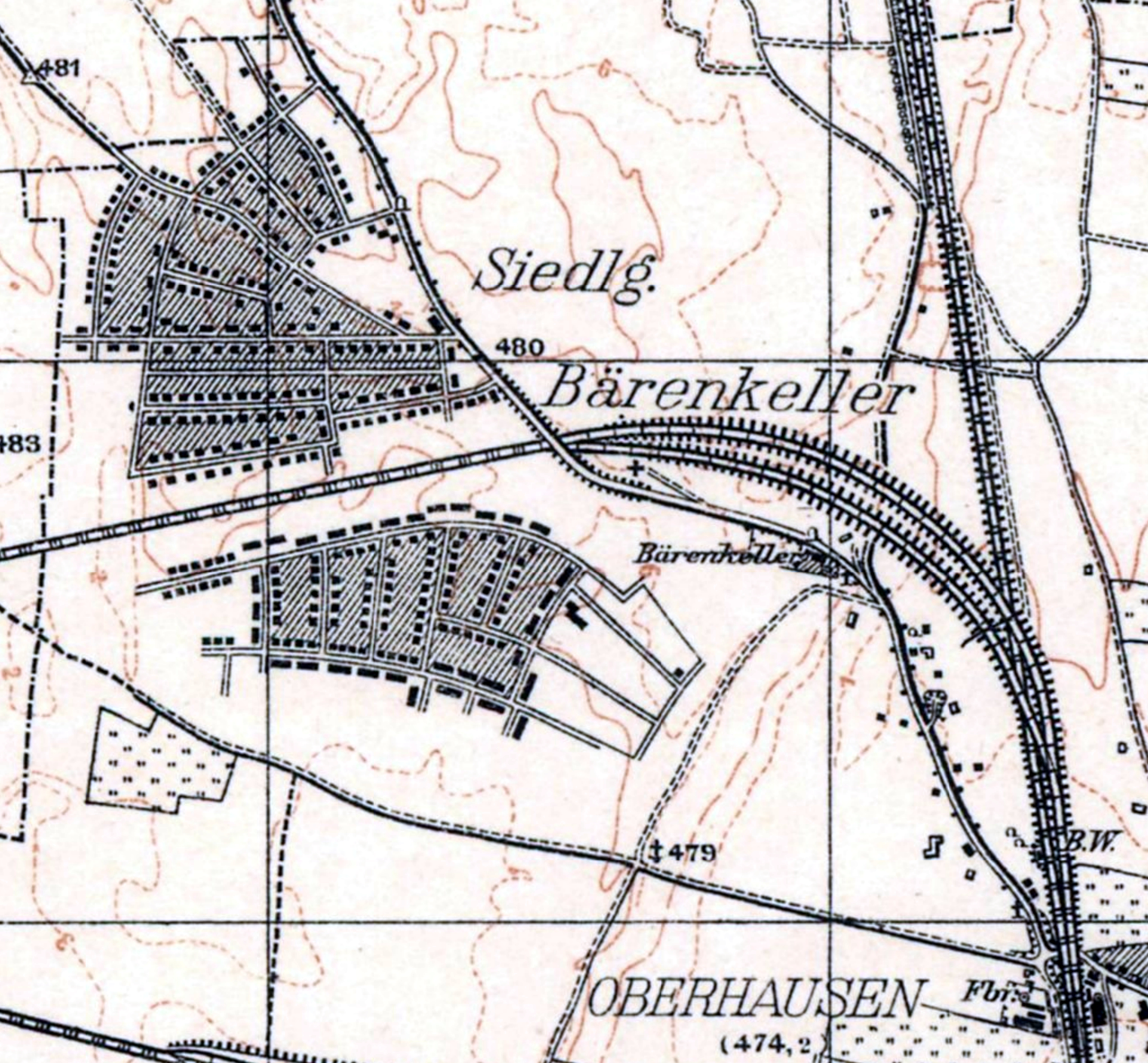
Der Augsburger Stadtteil Bärenkeller auf einem TK25-Messtischblatt von 1939

Zwischen dem 2. und 5. Mai 1945 beschlagnahmte die Militärregierung 75 Wohnungen und brachte darin kurzzeitig deutsche kriegsgefangene Offiziere unter. Dazu zählten auch mehrere Größen des NS-Regimes, wie etwa Hermann Göring. Die kriegsgefangenen Offiziere wurden nach kurzer Zeit nach Bad Mondorf in Luxemburg gebracht und warteten dort auf die Prozesse von Nürnberg. Danach wurden viele beschlagnahmten Häuser von höherrangigen amerikanischen Militärs bewohnt, bis die Wohnungen in den neuen „amerikanischen“ Augsburger Stadtteilen Centerville, Cramerton, Sullivan Heights und auch Fryar Circle fertiggestellt waren.

## Charakterisierung

Typische unverändert erhaltene Siedlungsstraße (Am Roggenfeld)

Der Bärenkeller ist aufgeteilt in eine Wohnblock- und eine Häuschensiedlung. Diese räumliche Gliederung spiegelt auch das soziale Gefälle im Bärenkeller wider; während in der Häuschensiedlung zum Teil sehr wohlhabende Ärzte und Geschäftsleute wohnen, leben in der Wohnblocksiedlung sehr viele Erwerbslose sowie Spätaussiedler. Diese sehen ihren Aufenthalt dort nur als Übergang an und ziehen meist nach kurzer Zeit wieder fort, weswegen es dort eine starke Bevölkerungsfluktuation gibt. Die dortigen Wohnblocks sind zum Teil sehr alt, einige wenige verfügten bis weit in die 2000er Jahre noch nicht über Bäder in den Einzelwohnungen, sondern hatten noch Duschräume im Keller. Mittlerweile wurden auch diese Häuser saniert. Es gibt im Bärenkeller drei Kleingartenanlagen, unter anderem die älteste Augsburgs, genannt „Am Viehmarkt“.

## Sehenswürdigkeiten
Im Bärenkeller steht in der Hirblinger Straße 181 der älteste Gasthof Augsburgs. Er heißt derzeit wieder „Zum Bärenkeller“ und beinhaltet ein Speiselokal mit Biergarten. Das Haus, dem man aufgrund zahlreicher Renovierungen und Modernisierungen jedoch sein Alter nicht ansieht, steht unter Denkmalschutz und hat fünf Kellergeschosse, zum Teil aus dem 14. Jahrhundert (die zwei untersten stehen aber unter Wasser). Er ist der Namensgeber des Stadtteils. Er war ein „Gasthof vor den Toren“, in dem im Mittelalter Reisende einkehren mussten, falls die Stadttore schon geschlossen waren. Gastzimmer werden jedoch nicht mehr angeboten, die Wohnungen im Obergeschoss werden regulär vermietet.

Kathol. Pfarrkirche St. Konrad
Evang. Erlöserkirche
Grund- und Mittelschule Augsburg-Bärenkeller

Außerdem stehen im Bärenkeller die katholische Kirche St. Konrad mit zugehöriger Sozialstation und betreutem Altenwohnen sowie die evangelische Erlöserkirche.
Ein Schwimmbad mit mehreren Becken, darunter einem reinen Schwimmerbecken, ist im Bärenkeller angesiedelt – Das 1976 eröffnete Bärenkellerbad. Dieses Schwimmbad war viele Jahre ein Ganzjahresbad, mehrere Becken waren dabei unter einer Traglufthalle angelegt. Nachdem die Traglufthalle witterungsbedingt irreparabel beschädigt war, wurde im Stadtrat Augsburg entschieden, diese Halle abzubauen und das gesamte Areal nur noch saisonal als Freibad mit Liegewiese sowie Sportbereich, einer Breit- und einer Großwasserrutsche zu betreiben. Seit 1999 werden die Becken mit Solarenergie beheizt.

## Verkehrsanbindung
Der Bärenkeller ist mit den Buslinien 21, 27 und 502 (Regionalbus nach Wertingen) erreichbar. Früher besaß der Bärenkeller sogar einen kleinen Bahnhof (Hirblingerstraße), der seit den frühen 1990er Jahren für den Personenverkehr geschlossen ist und heute nur noch als Betriebswartepunkt für Nahverkehrszüge genutzt wird. Eine Reaktivierung des Haltepunktes im Rahmen des Regio-Schienen-Taktes Augsburg zur besseren Anbindung dieses randständigen Stadtteils an das Zentrum ist in Planung.
Den Bärenkeller durchläuft die 1995 fertiggestellte Bundesstraße 17. Von 1943 bis 1959 bediente außerdem der Oberleitungsbus Augsburg den Stadtteil.

## Vereine
- Siedlergemeinschaft Bärenkeller Süd-Mitte.
- aktionsgemeinschaft pro bärenkeller e. V. (Vernetzung und Stadtteilmarketing)
- ATTiS – „Aktion der Tierfreunde und Tierversuchsgegner in Schwaben“ Eine Tierschutzorganisation
- Deutsche Pfadfinderschaft St. Konrad (DPSG), die Pfadfinder im Bärenkeller
- Eishockey-Gemeinschaft Woodstock Augsburg-Bärenkeller e. V.
- Förderverein für Soziales St. Konrad e. V.
- Johanniter-Unfall-Hilfe e. V. Rettungswesen
- Schützengesellschaft Fortuna 1970 Augsburg e. V.
- SpVgg Bärenkeller 1946 Augsburg e. V. – Fußballverein, Gymnastik und Karate
- Stadtwerke SV – Tennis
- Historische Bogenschützen Augsburg e. V.

## Kirchen und Religionsgemeinschaften

### Evangelische Kirchen
- Erlöserkirche

### Katholische Kirchen
- St. Konrad

## Trivia
Nach seiner Gefangennahme präsentierte sich Hermann Göring in voller Paradeuniform der amerikanischen Presse und einem Filmteam vor einem (heute nicht mehr existenten) Haus im Bärenkeller.